# Potentilla valderia
Potentilla valderia är en rosväxtart som beskrevs av Carl von Linné. Potentilla valderia ingår i Fingerörtssläktet som ingår i familjen rosväxter. Inga underarter finns listade i Catalogue of Life.

## Bildgalleri

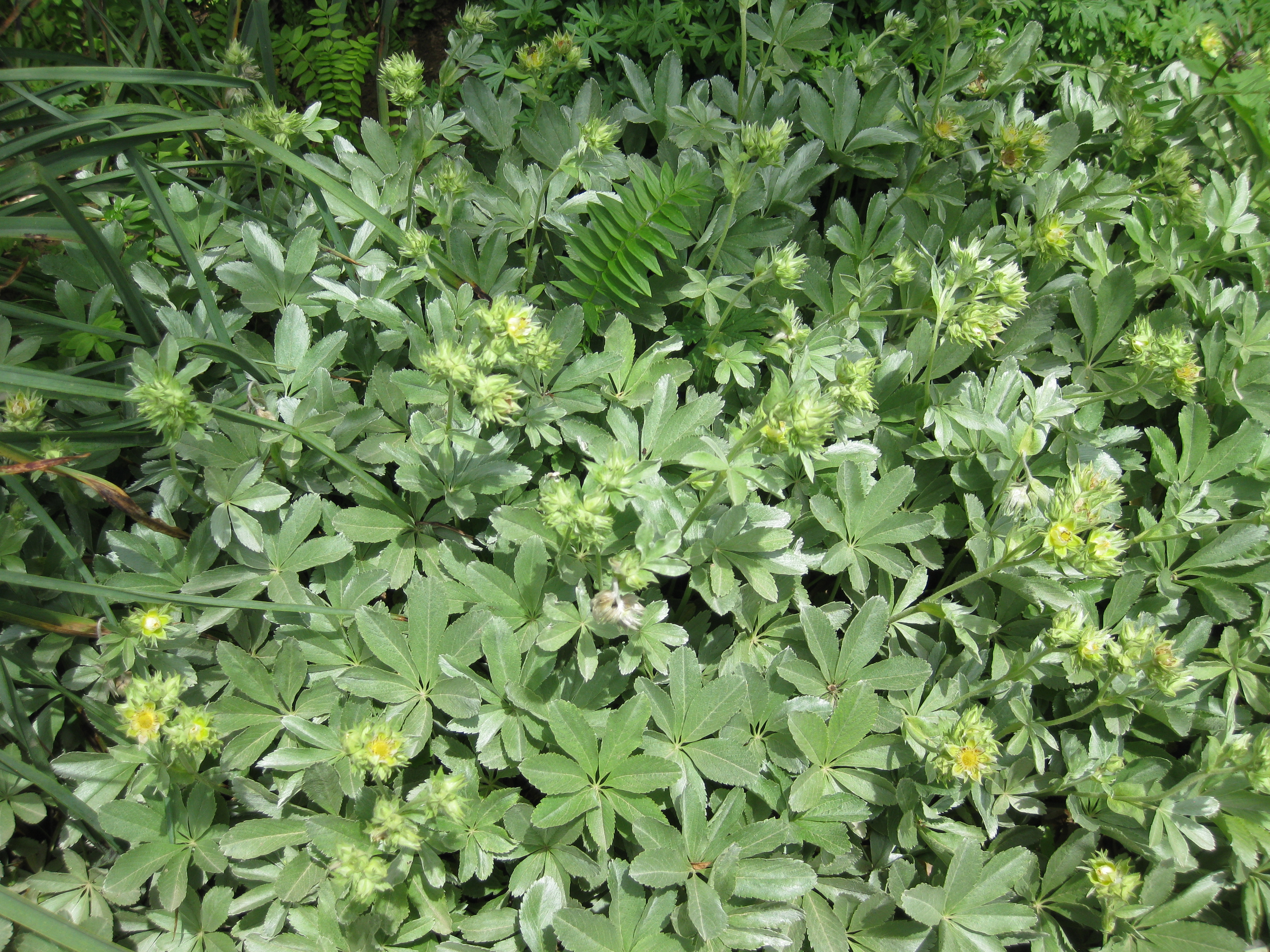
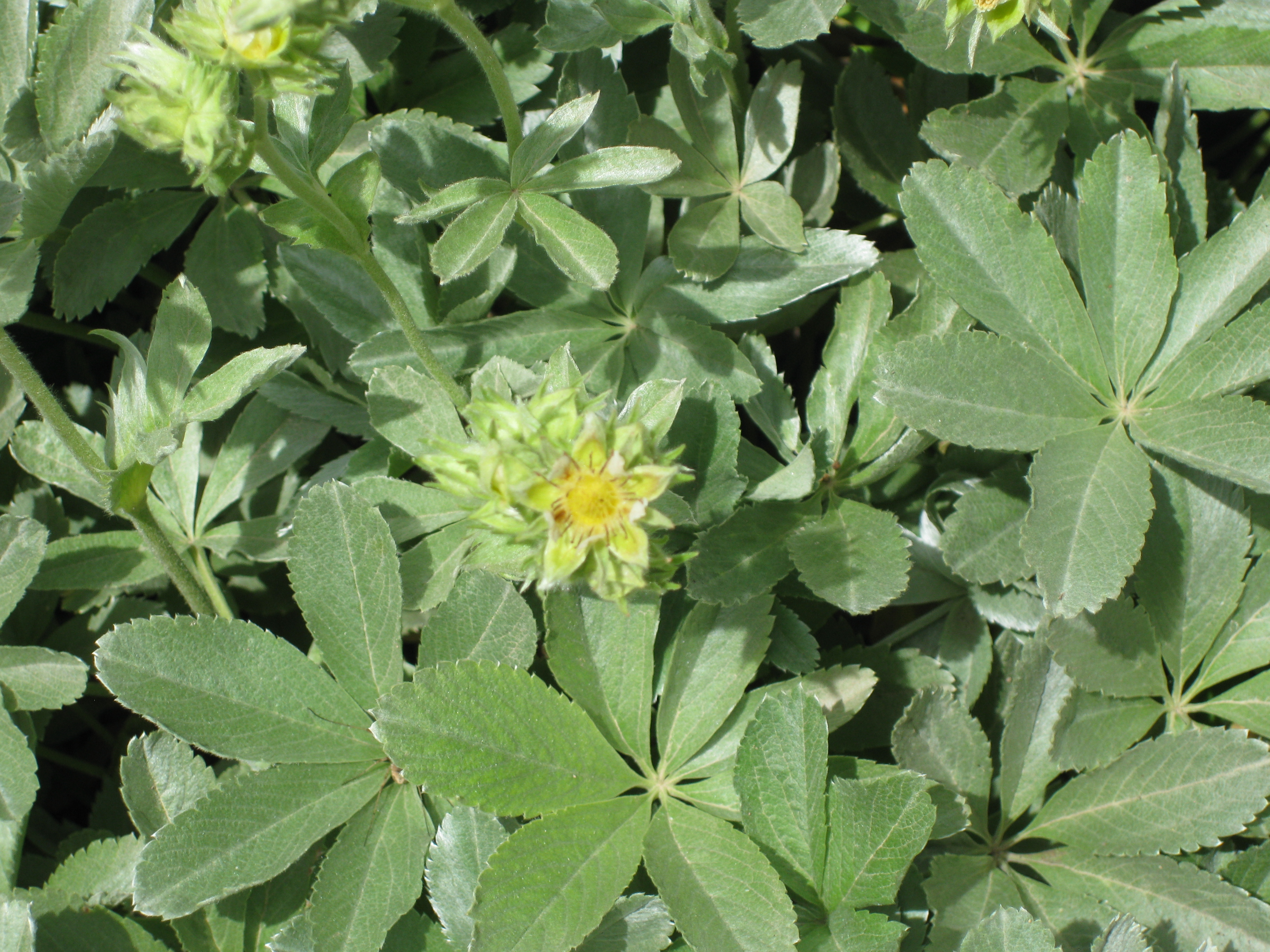